# Vasiova
Vasiova a fost o localitate din Banat, inclusă astăzi în orașul Bocșa. La marginea cartierului Vasiova se afla Mănăstirea Sf. Ilie de la Izvor. În apropierea cartierelor Vasiovei și Neuwerk găsim ruinele cetății Buza Turcului, pe partea nordică a râului Bârzava.
În perioada interbelică, poetul în grai popular bănățean Petru E. Oance (mai cunoscut sub pseudonimul Tata Oancea, născut aici), a editat, publicat și distribuit revista cu același nume: Vasiova.

## Atestare documentară
În anul 1437 a fost menționată localitatea Vasiova sub numele Vazylaw aparținând districtului Capul Bârzavei.

## Istoric
Prin unirea, în 1943, a Vasiovei cu Bocșa Montană s-a înființat localitatea Bocșa Vasiovei. În prezent Bocșa Vasiovei este inclusă în orașul Bocșa.